# Martin Hanslmayr
Martin Hanslmayr (* 11. Jänner 1978 in Schärding) ist ein österreichischer Kameramann.

## Leben und Schaffen
Martin Hanslmayr ist in Oberösterreich aufgewachsen und hat als Jugendlicher an zahlreichen Sportkletterwettkämpfen teilgenommen. Nach der Matura in Ried im Innkreis studierte er in Salzburg Biologie und arbeitete daneben als Kameraassistent für Salzburg-TV. 2004 wechselte er an die Deutsche Film- und Fernsehakademie Berlin (DFFB), dort belegte er unter anderem auch Seminare bei Michael Ballhaus.  Mit dem Film Der Samurai (Regie: Till Kleinert) schloss er 2013 sein Kamerastudium ab. Der Samurai wurde mehrfach ausgezeichnet und lief in der Sektion Perspektive deutsches Kino auf der 64. Berlinale 2014.
Martin Hanslmayr kombinierte schon früh seine Kletterfertigkeiten und seine alpinistischen Erfahrungen mit der Arbeit hinter der Kamera. In der Dokumentation Am Limit von Pepe Danquart zeichnet er verantwortlich für die Kletteraufnahmen in der 1000 m hohen Wand am El Capitan im Yosemite. Eine besonders intensive Zusammenarbeit ergab sich mit dem Bergsteiger David Lama, den er als Kameramann auf Expeditionen nach Argentinien zum Cerro Torre, nach Nepal zum Lunag Ri und nach Pakistan zum Mascherbrum begleitete und mit dem ihn auch eine Freundschaft verband. Außerdem arbeitete er mit Ulrich Seidl (Paradies-Trilogie) und Michael Glawogger (Whores’ Glory) als Kameraassistent zusammen. Mit Reinhold Messner als Regisseur realisierte er drei Bergdramen, wobei Mount Everest – Der letzte Schritt die Romy 2019 für die beste TV-Dokumentation gewann. Beim Dokumentarfilm Bergfahrt von Dominique Margot, der an den 59. Solothurner Filmtagen 2024 Premiere feierte, gehörte er zum Team der Kameraleute. 
Martin Hanslmayr ist Mitglied beim Verband österreichischer Kameraleute, filmt Dokumentationen und Spielfilme weltweit und oft unter herausfordernden Bedingungen, wie zum Beispiel in Höhlen (Riesending – Jede Stunde zählt) oder in extremen Höhen (Annapurna III unclimbed).

## Auszeichnungen (Auswahl)
- Am Limit gewinnt Bayerischen Filmpreis 2007[17]

- Der Samurai: offizielle Auswahl bei der Berlinale 2014

- Großer Preis der Stadt Tegernsee für Still Alive – Drama am Mt. Kenya beim 15. Internationalen Bergfilm-Festival in Tegernsee 2017[18]

- Die Romy 2019 für Mount Everest – Der letzte Schritt[19]

## Filmografie (Auswahl)
- 2006: Am Limit (Kinodokumentation)
- 2008: Cowboy (Kurzfilm)
- 2009: Der neue Tag (Kurzfilm)
- 2009: Wie alles endet (Kurzfilm)
- 2012: The Boys Village (Kurzfilm)
- 2012: Cerro Torre – Nicht den Hauch einer Chance (Dokumentarfilm)
- 2014: Der Samurai (Spielfilm)
- 2015: David Lama – Der Grenzgänger in Eis und Fels (Fernsehdokumentation)
- 2016: Still Alive – Drama am Mt. Kenya (Fernsehdokumentarfilm)
- 2017: Ama Dablam – Der heilige Berg (Fernsehdokumentation)
- 2018: Lunag Ri – David Lama & Conrad Anker walk the line (2nd Attempt) (Dokumentarfilm)
- 2018: Mt. Everest – Der letzte Schritt (Fernsehdokumentation)
- 2019: Mythos Cerro Torre (Fernsehdokumentation)
- 2024: Bergfahrt – Reise zu den Riesen (Dokumentarfilm)
- 2024: Hermann Buhl – Über alle Gipfel hinaus (Fernsehdokumentation)